# Tercera guerra de Silesia
La tercera guerra de Silesia (en alemán: Dritter Schlesischer Krieg) fue una guerra entre Prusia y Austria (junto con sus aliados) que duró de 1756 a 1763 y confirmó el control de Prusia de la región de Silesia (ahora en el suroeste de Polonia). La guerra se libró principalmente en Silesia, Bohemia y Alta Sajonia y formó un escenario de la guerra de los Siete Años (1756-1763). Fue la última de las tres guerras de Silesia libradas entre la Prusia de Federico el Grande y María Teresa I de Austria a mediados del siglo XVIII, los tres terminaron en el control prusiano de Silesia.
Este conflicto puede verse como una continuación de la primera y segunda guerra de Silesia de la década anterior. Después de que el Tratado de Aix-la-Chapelle pusiera fin a la guerra de sucesión de Austria, Austria promulgó amplias reformas y cambió su política diplomática tradicional para prepararse para una nueva guerra con Prusia. Al igual que con las guerras silesianas anteriores, ningún evento desencadenante particular inició el conflicto; más bien, Prusia atacó de manera oportunista para desbaratar los planes de sus enemigos. El costo de la guerra en sangre y tesoro fue alto para ambos lados, y terminó de manera inconclusa cuando ninguno de los principales beligerantes pudo sostener el conflicto por más tiempo.
La guerra comenzó con una invasión prusiana de Sajonia a mediados de 1756 y terminó con una victoria diplomática prusiana con el Tratado de Hubertusburg de 1763, que confirmó el control prusiano de Silesia. El tratado no dio lugar a cambios territoriales, pero Austria acordó reconocer la soberanía de Prusia en Silesia a cambio del apoyo de Prusia para la elección del hijo de María Teresa, el archiduque José, como emperador del Sacro Imperio Romano Germánico. El conflicto formó parte de la actual rivalidad entre Austria y Prusia. Eso moldearía la política alemana durante más de un siglo. La guerra aumentó enormemente el prestigio de Prusia, que ganó el reconocimiento general como una de las principales potencias europeas, y de Federico, quien consolidó su reputación como un comandante militar prominente.

## Contexto y causas

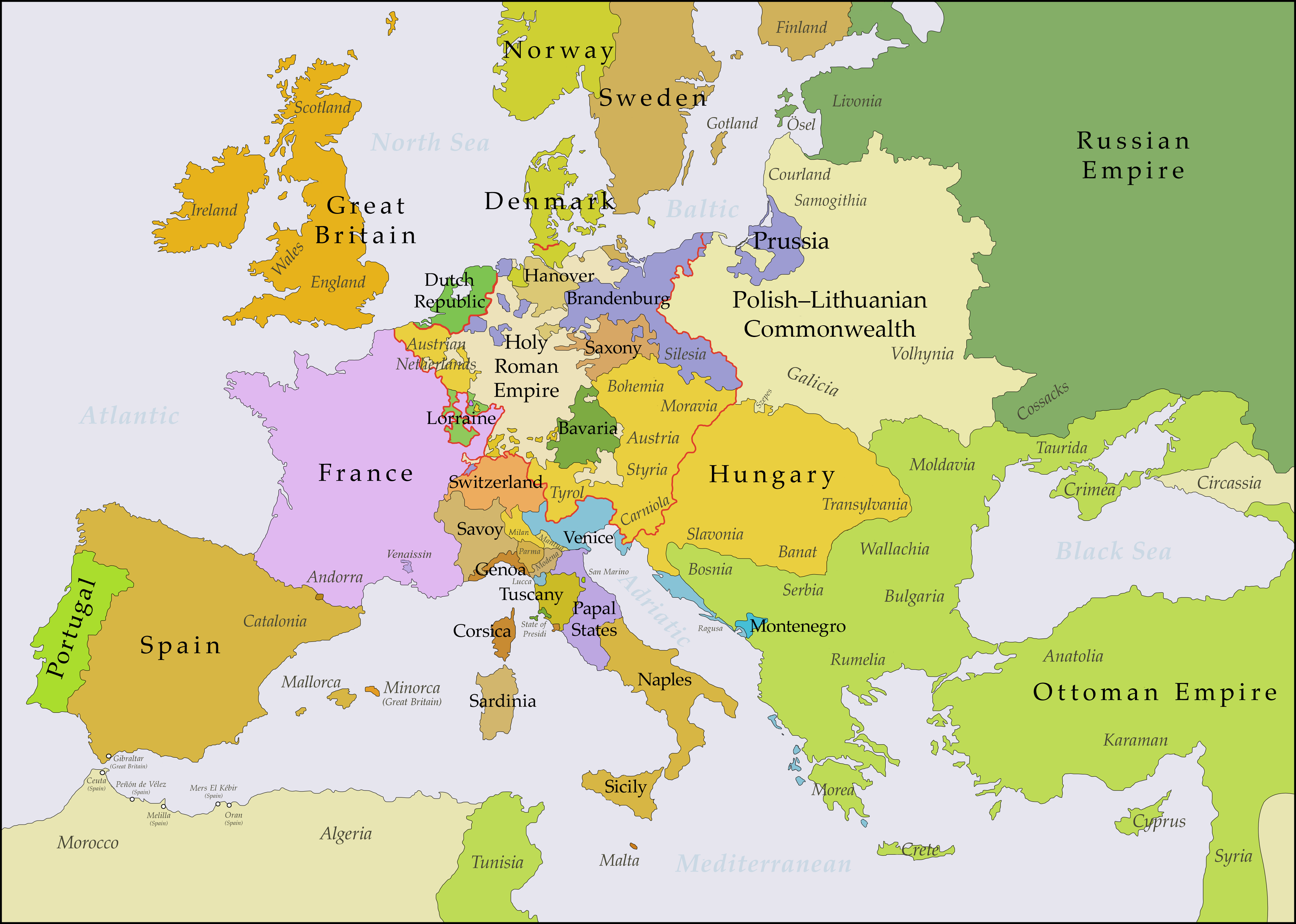
Europa antes del Tratado de Aix-la-Chapelle (1748), con el Reino de Prusia en violeta y el territorio de los Habsburgo en dorado.

Si bien la guerra de los Siete Años fue un conflicto global entre muchos beligerantes, su escenario centroeuropeo se centró en los rencores persistentes de la guerra de sucesión de Austria (1741-1748). El Tratado de Aix-la-Chapelle, que había concluido la última guerra, confirmó la toma del rey prusiano Federico II de la región de Silesia a la Monarquía de los Habsburgo a través de dos guerras de Silesia. La derrotada archiduquesa María Teresa de Austria, sin embargo, tenía la intención de retomar la provincia perdida y reafirmar la hegemonía de Austria en el Sacro Imperio Romano Germánico. Después de que se restableció la paz, se dedicó a reconstruir sus fuerzas armadas y buscar nuevas alianzas.

### Conflictos sin resolver
Aunque Francia y Gran Bretaña reconocieron la soberanía de Prusia en Silesia bajo el Tratado de Aix-la-Chapelle, Austria finalmente se negó a ratificar el acuerdo, y el esposo de María Teresa, el emperador del Sacro Imperio Romano Germánico, Francisco I, retuvo la garantía del Sacro Imperio Romano Germánico para el control prusiano de la región en disputa. Prusia, a su vez, retuvo su consentimiento a la Pragmática Sanción, desafiando así la legitimidad de María Teresa como cabeza de la Monarquía de los Habsburgo. A pesar de los vínculos dinásticos, el rey británico Jorge II veía a Prusia como un aliado y apoderado de los franceses, mientras que la emperatriz Isabel de Rusia veía al reino de Federico como un rival por influencia en la Mancomunidad polaco-lituana y temía que el creciente poder de Prusia obstruyera el camino de la expansión hacia el oeste de Rusia. Las condiciones políticas y diplomáticas que habían llevado a las guerras de Silesia anteriores aún se mantenían, y parecía probable que se produjeran nuevos conflictos.
En 1746, María Teresa formó un acuerdo defensivo con Isabel conocido como el Tratado de las dos emperatrices, que alineó a Austria y Rusia contra Prusia; una cláusula secreta garantizaba el apoyo de Rusia a las reclamaciones de Austria en Silesia. En 1750, Gran Bretaña se unió al pacto antiprusiano a cambio de garantías de apoyo austriaco y ruso en el caso de un ataque prusiano al Electorado de Hanover, que Jorge también gobernó en unión personal. Al mismo tiempo, María Teresa, que se había sentido decepcionada con el desempeño de Gran Bretaña como su aliado en la guerra de sucesión de Austria, siguió el controvertido consejo de su canciller Wenzel Anton von Kaunitz-Rietberg al mantener relaciones más cálidas con el antiguo rival de Austria, el Reino de Francia.

### Revolución diplomática
Gran Bretaña elevó las tensiones en 1755 al ofrecer financiar el despliegue de un ejército ruso que estaría listo para atacar la frontera oriental de Prusia. Alarmado por este cerco, Federico comenzó a trabajar para separar a Gran Bretaña de la coalición austriaca aliviando la preocupación del rey Jorge por Hanover. El 16 de enero de 1756, Prusia y Gran Bretaña acordaron la Convención de Westminster, en virtud de la cual Prusia se comprometió ahora a garantizar Hanover contra el ataque francés, a cambio de la retirada de Gran Bretaña de su oferta de subvenciones militares a Rusia. Este movimiento creó una nueva alianza anglo-prusiana y enfureció a la corte francesa.
Austria ahora buscaba relaciones más cálidas con Francia para asegurarse de que los franceses no se pusieran del lado de Prusia en un futuro conflicto por Silesia. El rey Luis XV respondió al realineamiento de Prusia con Gran Bretaña aceptando la invitación de María Teresa a una nueva alianza franco-austríaca, formalizada con el Primer Tratado de Versalles en mayo de 1756. Esta serie de maniobras políticas se conoció como la Revolución diplomática. Rusia, igualmente molesta por la retirada de los subsidios prometidos por Gran Bretaña, se acercó a Austria y Francia, accediendo a una coalición antiprusiana más abiertamente ofensiva en abril de 1756. Cuando Francia se volvió contra Prusia y Rusia se separó de Gran Bretaña, el plan de Kaunitz maduró hasta convertirse en un gran alianza anti-prusiana entre Austria, Rusia, varias potencias alemanas menores y Francia.

### Preparativos para la guerra

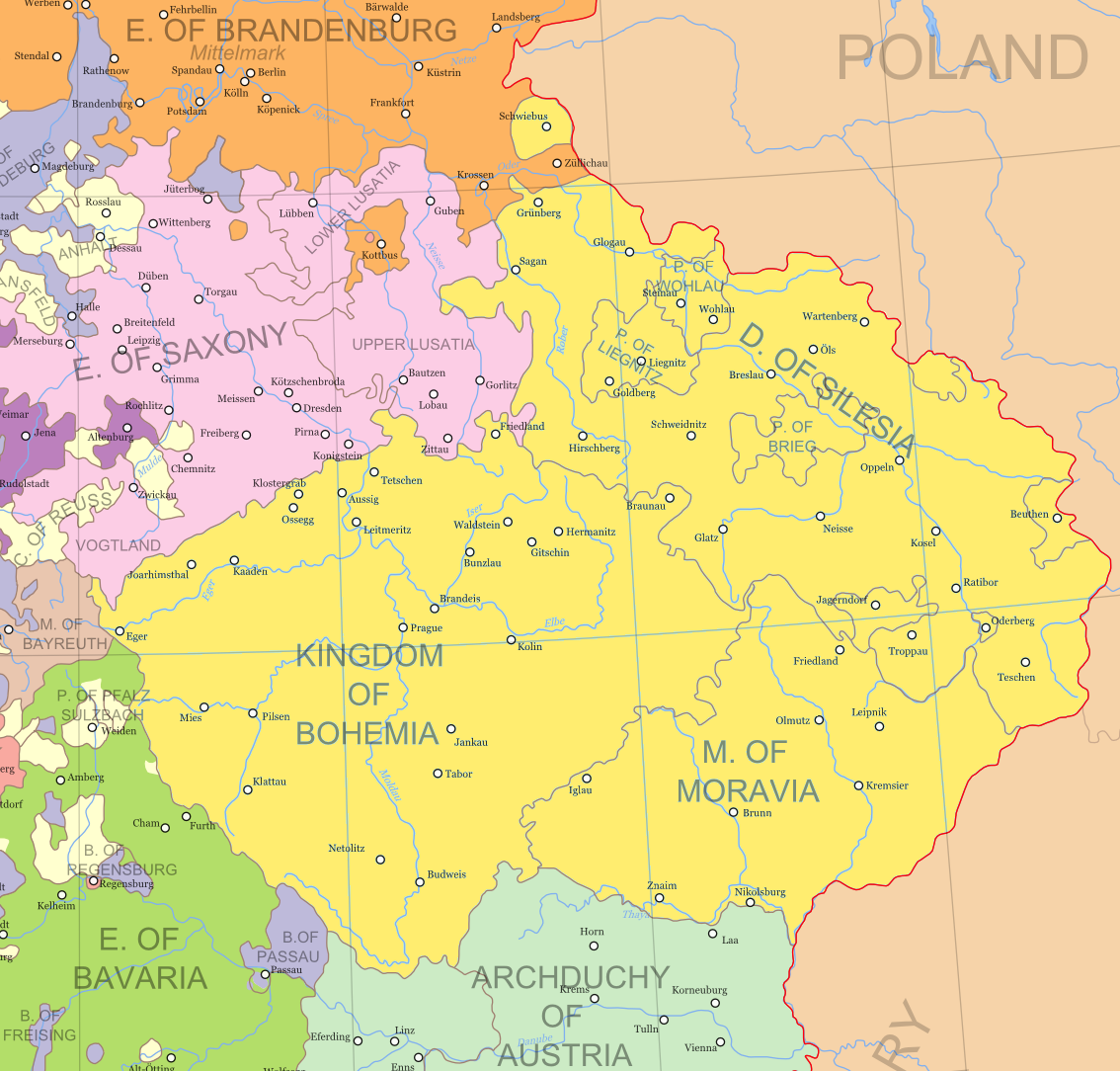
Mapa de la región de Europa central, antes de la toma de Silesia por Prusia, donde se libró la mayor parte de la guerra

Mientras Austria y Rusia hacían abiertos preparativos para la reanudación de la guerra, Federico se convenció de que Prusia sería atacada a principios de 1757. En lugar de esperar a que sus enemigos se movieran en el momento de su elección, decidió actuar de forma preventiva, comenzando con un ataque contra el vecino Electorado de Sajonia, que correctamente creía que era un partido secreto de la coalición en su contra. La estrategia general de Federico tenía tres partes. Primero, tenía la intención de ocupar Sajonia, ganando profundidad estratégica y utilizando el ejército y el tesoro sajones para reforzar el esfuerzo bélico prusiano. En segundo lugar, avanzaría desde Sajonia a Bohemia, donde podría establecer cuarteles de invierno y abastecer a su ejército a expensas de Austria. En tercer lugar, invadiría Moravia de Silesia, toma la fortaleza de Olmütz y avanza hacia Viena para forzar el fin de la guerra. Esperaba recibir apoyo financiero de los británicos, que también habían prometido enviar un escuadrón naval al mar Báltico para defender la costa de Prusia contra Rusia, si fuera necesario.
Para empezar, Federico dividió los ejércitos de Prusia en tres. Colocó una fuerza de 20 000 al mando del mariscal de campo Hans von Lehwaldt en Prusia oriental para protegerse contra cualquier invasión rusa desde el este, con una reserva de 8000 en Pomerania más lejana; Rusia debería haber sido capaz de aportar una fuerza irresistible contra Prusia oriental, pero el rey confió en la lentitud y desorganización del ejército ruso para defender su flanco nororiental. También colocó al mariscal de campo Conde Kurt Christoph von Schwerin en Silesia con 25 000 hombres para disuadir las incursiones de Moravia y Hungría. Finalmente, en agosto de 1756 dirigió personalmente al principal ejército prusiano de alrededor de 60 000 a Sajonia, comenzando la tercera guerra de Silesia.

### Métodos y tecnologías
La guerra europea en el período moderno temprano se caracterizó por la adopción generalizada de armas de fuego en combinación con armas blancas más tradicionales. Los ejércitos europeos del siglo XVIII se construyeron alrededor de unidades de infantería masiva armadas con mosquetes de chispa de ánima lisa y bayonetas. Los jinetes iban equipados con sables y pistolas o carabinas; La caballería ligera se utilizaba principalmente para reconocimiento, detección y comunicaciones tácticas, mientras que la caballería pesada se utilizaron como reservas tácticas y se desplegaron para ataques de choque. La artillería de ánima lisa proporcionó apoyo de fuego y desempeñó el papel principal en la guerra de asedio. La guerra estratégica en este período se centró en el control de fortificaciones clave colocadas de modo que dominaran las regiones y carreteras circundantes, siendo los asedios prolongados una característica común del conflicto armado. Las batallas de campo decisivas fueron relativamente raras, aunque desempeñaron un papel más importante en la teoría de la guerra de Federico de lo que era típico entre sus rivales contemporáneos.
Las guerras de Silesia, como la mayoría de las guerras europeas del siglo XVIII, se libraron como las llamadas guerras de gabinete en las que el estado equipó y suministró ejércitos regulares disciplinados para llevar a cabo la guerra en nombre de los intereses del soberano. Los territorios enemigos ocupados fueron gravados regularmente y extorsionados para obtener fondos, pero las atrocidades a gran escala contra la población civil fueron raras en comparación con los conflictos del siglo anterior. La logística militar fue el factor decisivo en muchas guerras, ya que los ejércitos se habían vuelto demasiado grandes para mantenerse en campañas prolongadas solo con la búsqueda de comida y el saqueo. Los suministros militares se almacenaron en revistas centralizadas y se distribuyeron en trenes de equipaje, que eran muy vulnerables a las incursiones enemigas. Los ejércitos eran generalmente incapaces de sostener operaciones de combate durante el invierno y normalmente establecían cuarteles de invierno en la estación fría, reanudando sus campañas con el regreso de la primavera.

## Desarrollo

### 1756

#### Invasión de Sajonia
Las tropas prusianas cruzaron la frontera de Sajonia el 29 de agosto de 1756. El ejército prusiano marchaba en tres columnas: a la derecha, unos 15 000 hombres bajo el comando del Príncipe Fernando de Brunswick; a la izquierda, 18 000 hombres bajo el mando del Duque de Brunswick-Bevern; y al centro estaba Federico II, con el mariscal de campo James Keith comandando un corps de 30 000 hombres. El príncipe Fernando debía avanzar sobre la ciudad de Chemnitz y seguir hacia Leipzig, mientras que Bevern debía atravesar Lusacia para capturar Bautzen. Mientras tanto, Federico y Keith avanzarían por Torgau para atacar la capital sajona, Dresde. Sajonia y Austria no estaban preparadas para el ataque preventivo de Federico, y sus fuerzas estaban dispersas. A medida que los prusianos entraban al electorado, el principal ejército sajón se fortificó en Pirna, y Dresde fue ocupada el 9 de septiembre con poca resistencia.
Federico y el principal ejército prusiano presionaron hacia el norte de Bohemia, buscando combatir a los austríacos bajo el comando del general Maximilian Ulysses Browne antes de que pudieran unir fuerzas con los sajones. Browne ocupó una posición defendible en la ciudad de Lobositz, donde las dos fuerzas combatieron en la batalla de Lobositz el primero de octubre. La acción tuvo un resultado inconcluso, con los austríacos infligiendo pérdidas significativas a los prusianos y después, retirándose de manera ordenada; así, Federico impidió que Browne reforzara a los sajones que permanecieron aislados, pero a su vez, Browne detuvo el avance de Federico hacia Bohemia. Después, los prusianos se movieron hacia el norte y ocuparon totalmente Sajonia, e incluso capturaron al Príncipe Elector  Federico Augusto II de Sajonia, aunque se le permitió retirarse a sus otros reinos el 18 de octubre. El ejército sajón fue brevemente  sitiado en Pirna y se rindió el 14 de octubre, después de lo cual sus hombres fueron incorporados forzosamente al ejército prusiano. El tesoro de Sajonia fue vaciado y su moneda fue devaluada para ayudar a sostener el esfuerzo de guerra prusiano.

### 1757

#### Diplomacia de invierno
En el invierno de 1756-1757 las naciones beligerantes trabajaron para asegurar sus alianzas respectivas y coordinar estrategias con sus aliados. En febrero William Pitt, el nuevo líder de la Cámara de los Comunes y enemigo acérrimo de Francia, persuadió al Parlamento británico de comprometerse a la causa prusiana contra Francia y Austria. De tal modo, los británicos empezaron a entregar suministros y subsidios a Berlín. El Parlamento también aprobó el despliegue de un ejército para la defensa de Hannover (y Brandeburgo) contra la próxima invasión francesa desde el oeste. Federico solicitó a los británicos un despliegue naval en el Báltico para disuadir a Rusia y una cada vez más hostil Suecia, aunque sin éxito.
Por otra parte, el agresivo ataque prusiano contra Sajonia envalentonó a la coalición austriaca; y en particular, incrementó el compromiso francés a una guerra ofensiva contra Prusia. La Dieta Imperial se reunió en enero en Ratisbona, y María Teresa consiguió el apoyo de suficientes príncipes del Imperio para su causa; de tal modo, el Sacro Imperio Romano declaró la guerra a Prusia el 17 de enero. La Dieta solicitó la creación de un Reichsarmee de 40 000 hombres que fue puesto a disposición de Austria para la liberación de Sajonia. En mayo de 1757, el  segundo tratado de Versalles fortaleció la alianza franco-austriaca: los franceses prometieron contribuir 129 000 soldados a la lucha en el Imperio, además de subsidios por cantidad de 12 millones de  libras por año hasta que Austria hubiese recuperado Silesia. En retorno, Austria prometió que después de la victoria otorgaría a Francia el control de los Países Bajos Austríacos, largamente deseados por los franceses.
Rusia desplegó 80 000 hombres para el conflicto, con la esperanza de obtener la Prusia Oriental y entonces intercambiar el territorio con  Polonia por Curlandia. Suecia acordó invadir la Pomerania prusiana, con el fin de recuperar los  territorios perdidos con Prusia después de la Gran Guerra del Norte. De tal modo, la coalición austríaca buscaba una partición total del Reino de Prusia, a la vez que presentaba a Federico como el agresor por realizar el primer movimiento de la guerra.

#### Campaña bohemia y batalla de Kolín

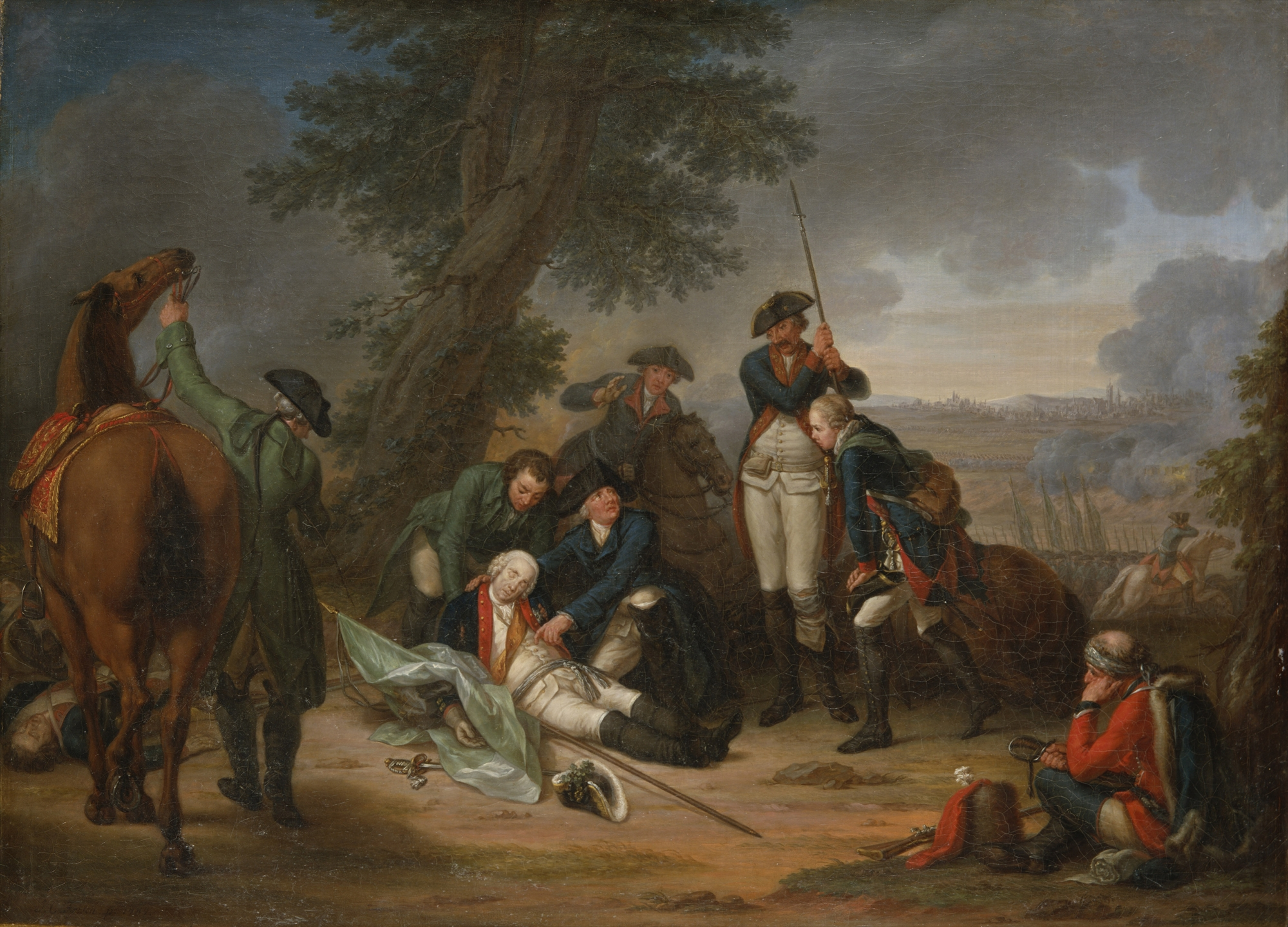
El Mariscal de campo prusiano Kurt von Schwerin muere por sus heridas durante la Batalla de Praga, por Johann Christoph Frisch

Después de pasar el invierno en Sajonia, Federico decidió invadir de nuevo Bohemia, antes de que las fuerzas francesas o rusas pudieran llegar a la zona y apoyar a los austríacos. El 18 de abril de 1757 el principal ejército prusiano avanzó en múltiples columnas a través de los Montes Metálicos, buscando una batalla definitiva con las fuerzas de Browne, mientras que la guarnición silesia bajo el mando de Schwerin avanzó desde  Glatz para unírseles. El 21 de abril la columna de Bevern se encontró con un ejército austríaco dirigido por el  Conde Königsegg cerca de  Reichenberg, enfrentándose en la batalla de Reichenberg, con victoria prusiana. Estos últimos continuaron hacia Praga.
Las columnas invasoras se reunieron al norte de Praga, mientras que los austríacos en retirada se reorganizaron bajo las órdenes del Príncipe  Carlos de Lorena al este de la ciudad. El 6 de mayo los dos ejércitos se enfrentaron en la  batalla de Praga. Ambos lados sufrieron graves pérdidas, y tanto Browne como Schwerin murieron en combate, pero los prusianos forzaron a los austríacos de vuelta a la ciudad fortificada, que los invasores procedieron a  sitiar. Aprendiendo del ataque en Praga, el comandante austríaco, el  conde Leopold von Daun avanzó desde el oriente con una fuerza de 30 000 efectivos. Daun llegó tarde para luchar en la batalla de Praga, pero recogió miles de soldados dispersos que habían escapado de la batalla; con estos refuerzos, se movió lentamente para socorrer a la ciudad. 
Intentando sitiar Praga y combatir a Daun simultáneamente, los prusianos se vieron obligados a dividir sus fuerzas. Federico guio a 5 000 tropas del asedio a reforzar un ejército de 19 000 hombres al comando de Bevern en la cercana Kolin y evaluó la situación. Como no tenía los hombres suficientes para enfrentarse a Daun, Federico decidió retirar más hombres del asedio y atacar preventivamente la posición austríaca. Esto resultó en la batalla de Kolín, el 18 de junio, saldada con una contundente victoria austríaca, lo que arruinó la posición prusiana; posteriormente, los invasores debieron abandonar el asedio y retirarse del todo de Bohemia, perseguidos por el ejército de Daun, reforzado por la guarnición de Praga. Debido al fracaso en Bohemia, se malogró el plan original de Federico, dejándolo sin ninguna oportunidad de marchar sobre Viena.

#### Prusia Oriental y Pomerania
El revés de Bohemia fue simultáneo a la entrada de nuevos combatientes del lado austríaco. A mitades de 1757 una fuerza rusa de 75 000 soldados comandada por el mariscal de campo  Stepan Fyodorovich Apraksin invadió la Prusia Oriental y tomó la fortaleza de Memel. Continuando su ofensiva, los rusos se enfrentaron con una fuerza prusiana inferior guiada por Lehwaldt en la Batalla de Gross-Jägersdorf el 30 de agosto. Sin embargo, dificultades recurrentes de logística limitaron las capacidades ofensivas del gran ejército ruso y permitieron que Prusia Oriental resistiera más de lo esperado; los rusos victoriosos no fueron capaz de tomar  Königsberg debido a la sobreextensión de su línea de suministros y se retiraron posteriormente. Suecia declaró la guerra a Prusia en septiembre, invadiendo la Pomerania prusiana el 13 de septiembre con 17 000 hombres. La necesidad de defender territorios clave en estos frentes redujo la capacidad ofensiva de Prusia en Bohemia y Silesia. 

#### Batalla de Rossbach

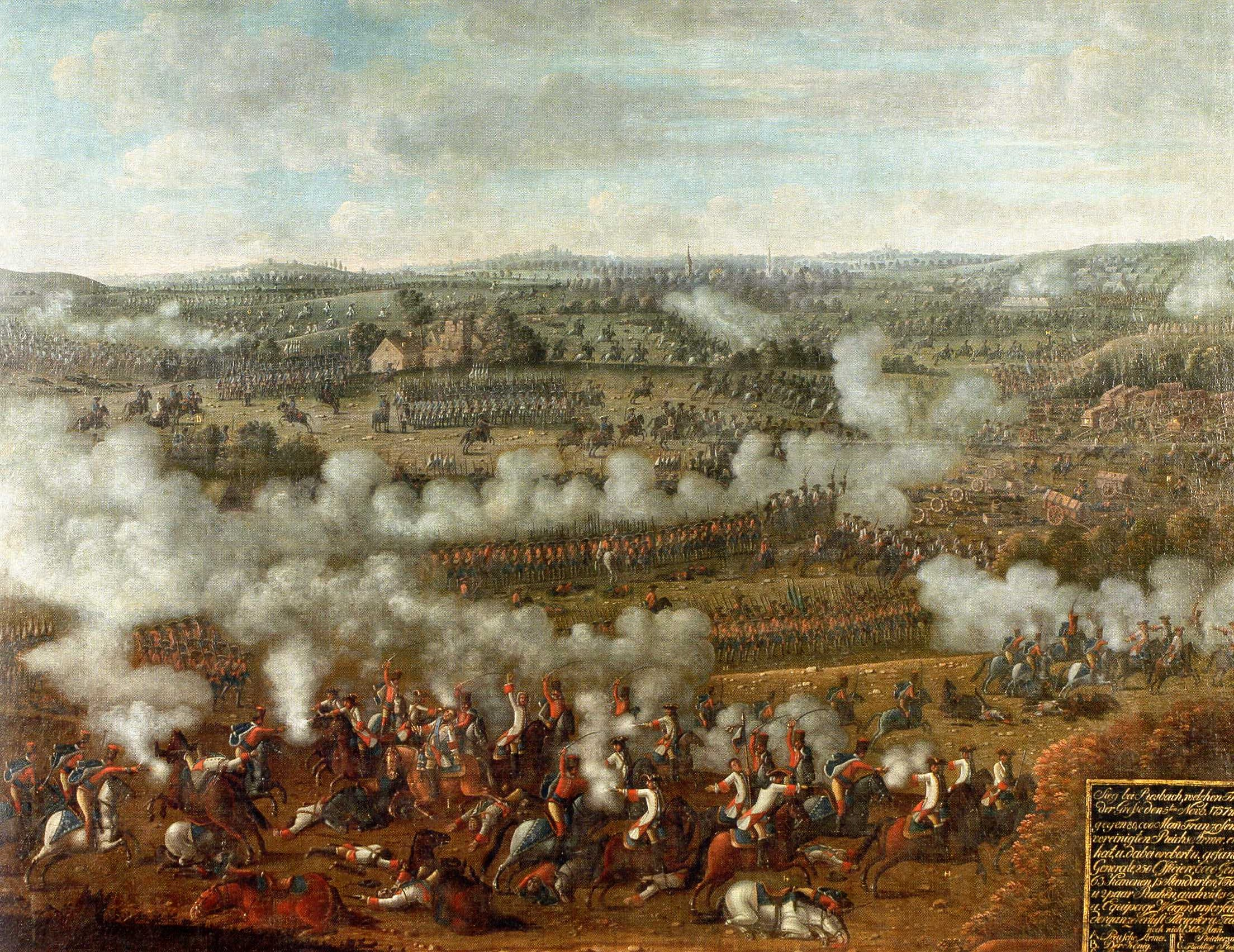
La batalla de Rossbach, en la cual una parte del ejército prusiano venció al ejército conjunto franco-imperial en una batalla de 90 minutos

A mediados de 1757 las fuerzas austríacas gradualmente ingresaron en Lusacia, controlada por Prusia; mientras que el Reichsarmee combinado con un ejército francés comandado por el príncipe de Soubise se aproximaba desde el occidente. El 7 de septiembre, mientras avanzaban hacia la Alta Lusacia, los austríacos dirigidos por Daun y el príncipe Carlos derrotaron a una fuerza prusiana dirigida por Bevern y Hans Karl von Winterfeldt en la batalla de Moys, durante la cual murió Winterfeldt. El ejército del príncipe Carlos procedió hacia el occidente, con la esperanza de encontrarse con Soubise después que éste hubiera cruzado Sajonia, mientras que Bevern se retiró con su ejército hacia el oriente, para defender el norte de Silesia. 
Disuadido por el numeroso ejército austríaco en Lusacia, Federico guio un ejército hacia el occidente, a Turingia para buscar una batalla definitiva con el ejército franco-imperial antes de que se pudiera unir con el príncipe Carlos y Daun. El Reichsarmee evitó a los prusianos, y el 10 de septiembre el ejército británico en Hannover se rindió a los franceses mediante la convención de Klosterzeven, debilitando aún más el flanco occidental prusiano. Mientras tanto, entre el 10 y el 17 de octubre una pequeña fuerza de húsares comandada por el conde húngaro András Hadik se separó del ejército austríaco principal y ocupó Berlín brevemente, pidiendo 200 000  taleros  como rescate y después, se retiró. A finales de octubre el ejército prusiano revirtió su rumbo y se dirigió al oriente, hacia Leipzig para defender Prusia contra las múltiples amenazas que enfrentaba.
Después de esta serie de maniobras, el 5 de noviembre un ejército prusiano al mando de Federico combatió contra el mucho mayor ejército de Soubise cerca de la ciudad de Rossbach  en Sajonia. La posterior batalla de Rossbach terminó en una sorprendente victoria prusiana, donde Federico perdió menos de 1 000 hombres mientras que la fuerza franco-imperial de Soubise perdió cerca de 10 000. Esta victoria aseguró el control prusiano sobre Sajonia por un tiempo, y su efecto en la moral de ambos lados fue dramático. Después de la vergonzosa derrota en Rossbach, el interés francés en la guerra disminuyó de gran manera, y las fuerzas francesas pronto fueron retiradas del frente silesio. Rossbach fue la única batalla entre franceses y prusianos de la guerra.

#### Batalla de Leuthen
Mientras el ejército de Federico maniobraba en Sajonia occidental y Turingia, el ejército austríaco del príncipe Carlos y Daun avanzó hacia el oriente, al norte de Silesia. En noviembre alcanzaron Breslau, donde se les enfrentó la guarnición silesia dirigida por Bevern. Los austríacos tenían una marcada superioridad numérica, y en la  batalla de Breslau   el 22 de noviembre, obligaron la retirada prusiana. Bevern fue tomado como prisionero, y el grueso de su ejército se retiró hacia Glogau, dejando atrás unos miles de soldados para proteger la ciudad contra un asedio. El comandante de la guarnición rindió Breslau a los austríacos el 25 de noviembre a cambio de un salvoconducto. 
Cuando Federico se enteró de la caída de Breslau, sus 22 000 hombres marcharon 274 kilómetros en doce días para reunirse con las tropas prusianas en retirada en Liegnitz. El renovado ejército de 33 000 efectivos llegó cerca de Leuthen, a 27 kilómetros de Breslau y se encontró a 66 000 austríacos en formación alrededor de la ciudad. A pesar de la fatiga de sus tropas debido a la marcha forzada, Federico atacó a la fuerza superior austríaca el 5 de diciembre y consiguió otra inesperada victoria en la batalla de Leuthen. Los prusianos persiguieron al derrotado ejército del príncipe Carlos hasta Bohemia, mientras que las fuerzas austríacas y francesas que quedaban en Breslau fueron sitiadas hasta su rendición, el 20 de diciembre, devolviendo Silesia al control prusiano.

#### Maniobras de invierno
Después de esta severa derrota, el príncipe Carlos fue removido de su mando y reemplazado por Daun, quien fue promovido a mariscal de campo. Federico esperaba que las contundentes victorias de Rossbach y Leuthen obligarían a María Teresa a negociar, pero ella estaba determinada a no hacerlo hasta haber recuperado Silesia. Prusia había gastado su tesoro en la campaña de 1757 y devaluó su moneda, a la vez que impuso nuevos impuestos sobre la ocupada Sajonia y la Iglesia católica en Silesia para obtener fondos para el año siguiente. Con el frente en Sajonia y Silesia estabilizado, Federico ordenó a la mayoría de sus tropas en Prusia Oriental bajo el mando de Lehwaldt que reforzaran a Pomerania, prediciendo que no habría ningún avance ruso antes del fin del invierno. El ampliado ejército prusiano empujó a las fuerzas suecas, ocupó la mayor parte de la Pomerania sueca y puso bloqueo a su capital Stralsund durante el invierno. El príncipe Fernando, ahora comandante del ejército en Hannover, lanzó una serie de ofensivas de invierno que terminaron la ocupación francesa de Hannover y finalmente expulsaron a los franceses de Westfalia, más allá del Rin, asegurando el flanco occidental prusiano durante toda la duración de la guerra.

### 1758

#### Campaña de Moravia

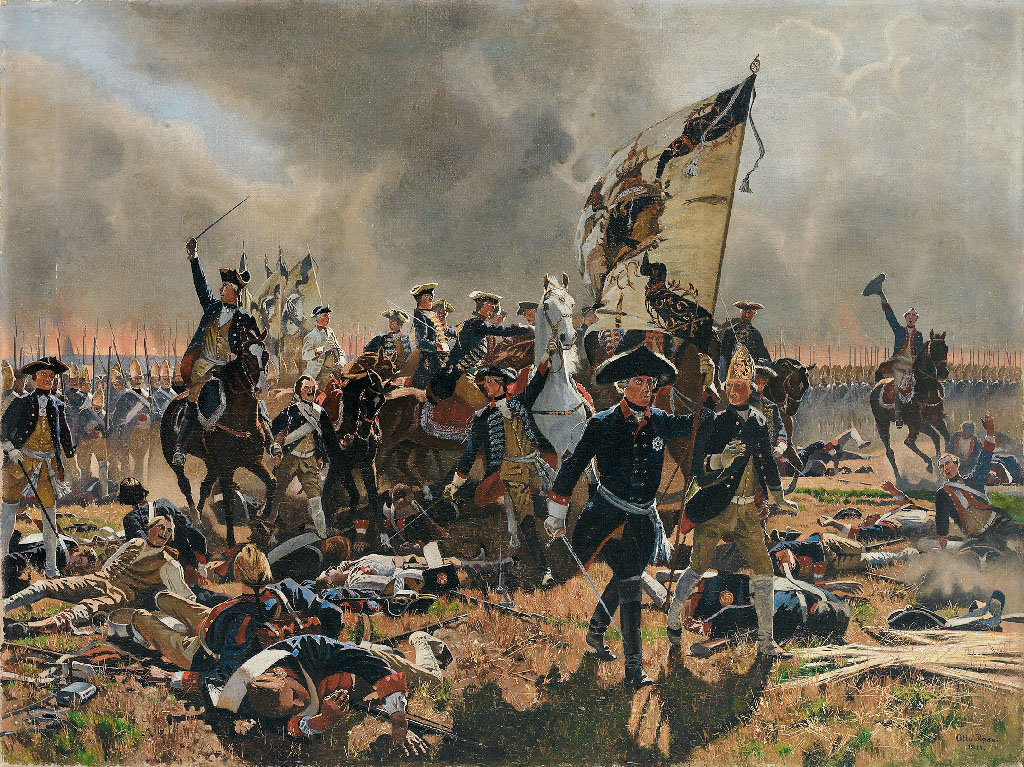
Federico el Grande guiando a los prusianos a una victoria costosa en la batalla de Zorndorf, por Carl Röchling

En enero de 1758 un ejército ruso guiado por el conde William Fermor invadió Prusia Oriental de nuevo, encontrando poca resistencia de las escasas tropas prusianas en la zona. Federico abandonó la provincia a los rusos, considerando que era estratégicamente preferible concentrarse en conseguir otra victoria decisiva en Silesia para obligar a los austríacos a negociar. En marzo, Francia redujo sustancialmente su apoyo militar y económico a la coalición austríaca con la firma del  tercer tratado de Versalles. Mientras que el ejército del príncipe Fernando forzaba a los franceses a retirarse del norte de Alemania, Prusia y Gran Bretaña tuvieron desacuerdos respecto a los términos exactos de su alianza: Federico exigía el despliegue de tropas británicas en Alemania y la entrega del prometido escuadrón naval en el Báltico, por su parte, William Pitt insistía en conservar los recursos británicos para la más amplia  guerra global.
Finalmente, los británicos formalizaron su alianza con los prusianos en el Tratado anglo-prusiano, por el cual se comprometieron a proveer a Prusia con un subsidio de £670 000 anualmente (equivalentes a £101 millones del 2022) y a no declarar una paz separada, además de proporcionar 9 000 hombres que reforzarían el ejército del príncipe Fernando en Renania. Federico decidió invadir Moravia y capturar la ciudad fortificada de  Ölmutz, como había planeado el año anterior, tan pronto las últimas fuerzas austríacas fueran expulsadas de Silesia.  Schweidnitz, la última fortaleza en manos austríacas en Silesia, se rindió el 16 de abril, después de lo cual Federico dirigió un ejército a Moravia, llegando a Ölmutz y poniéndola bajo sitio el 20 de mayo. 
La fortaleza estaba bien defendida, y el sitio fue lento y dificultoso. Federico esperaba provocar un contraataque austríaco, pero Daun eligió evitar confrontaciones directas con las fuerzas prusianas, enfocándose en acosar las líneas de suministro enemigas. Para finales de junio, las defensas de la ciudad estaban gravemente dañadas, pero los suministros de los sitiadores eran pocos. El 30 de junio, el ejército austríaco dirigido por el general  Ernst von Laudon interceptó un convoy masivo desde Silesia dirigido al ejército prusiano en Ölmutz y lo destruyó en la batalla de Domstadtl. Después de esta derrota, los prusianos se vieron obligados a levantar el asedio y retirarse de Moravia, abandonado la última gran invasión de territorio austríaco de la guerra. 

#### Batallas de Zorndorf y Hochkirch

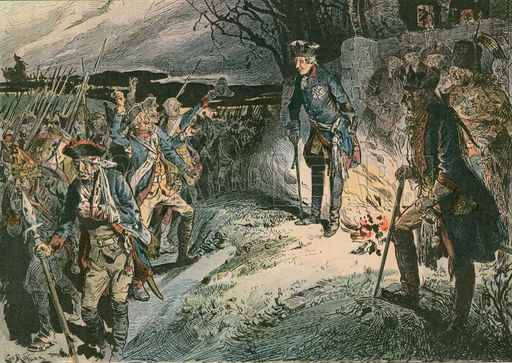
Tropas prusianas heridas se retiran después que las fuerzas austríacas las sorprendieran y les derrotaran en la batalla de Hochkirch, por Carl Röchling

Derrotados en Moravia, los prusianos fortificaron Sajonia y Silesia mientras que Federico dirigía un ejército hacia el norte para repeler a los rusos, que para entonces habían llegado a las fronteras de Brandeburgo, donde sitiaron y arrasaron la ciudad de Küstrin. Las tropas prusianas que estaban sitiando Stralsund a lo largo del invierno ahora se retiraban para reforzar el ejército de Federico, reuniéndose cerca de las ruinas de Küstrin el 22 de agosto. El 25 de agosto un ejército prusiano de 35 000 hombres bajo las órdenes de Federico se enfrentó contra un ejército ruso de 43 000 soldados dirigido por Femdor al oriente del Oder, en Neumark (batalla de Zorndorf). Ambos bandos lucharon hasta el final y sufrieron graves pérdidas, pero los rusos se retiraron y Federico se adjudicó la victoria.
Los prusianos se reorganizaron y marcharon de vuelta a Sajonia, donde maniobraron contra los hombres de Daun durante los meses de septiembre y octubre, sondeando las comunicaciones austríacas pero evitando cualquier enfrentamiento definitivo. El 14 de octubre Daun sorprendió al ejército principal prusiano guiado por Federico y Keith cerca de Hochkirch en Lusacia, sobrepasándolos ampliamente en la batalla de Hochkirch. Los prusianos abandonaron la mayor parte de su artillería y suministros, y Keith murió en el combate, pero los supervivientes se retiraron de manera ordenada y Daun decidió no perseguirlos. Los prusianos se reagruparon rápidamente y se dirigieron a Silesia para romper el asedio austríaco en la ciudad de  Neisse el 7 de noviembre. Posteriormente, se dirigieron al oeste para reforzar la posición en Dresde en caso de que Daun decidiera atacarla, pero los austríacos se retiraron sin realizar ninguna incursión adicional.

#### Temporada invernal
Después de las pérdidas en Zorndorf, el ejército ruso de Femdor se retiró a la costa báltica a través del Vístula, sin realizar ataques adicionales contra Prusia en 1758. La retirada de soldados prusianos de la Pomerania sueca desembocó en una renovada ofensiva sueca en septiembre, que alcanzó la ciudad de Neuruppin; pero al no lograr unirse a las tropas rusas o austríacas, los suecos retornaron a Pomerania para pasar el invierno. A pesar de su victoria en Hochkirch, las tropas Habsburgo realizaron, en última instancia, poco progreso estratégico en Sajonia y fueron incapaces de retomar Dresde. Finalmente, los austríacos fueron forzados a retirarse a Bohemia para pasar el invierno, dejando nuevamente a Sajonia bajo el control prusiano, mientras que el debilitado ejército prusiano trabajaba para reconstruirse en Sajonia y Silesia.

### 1759

#### Batalla de Kunersdorf

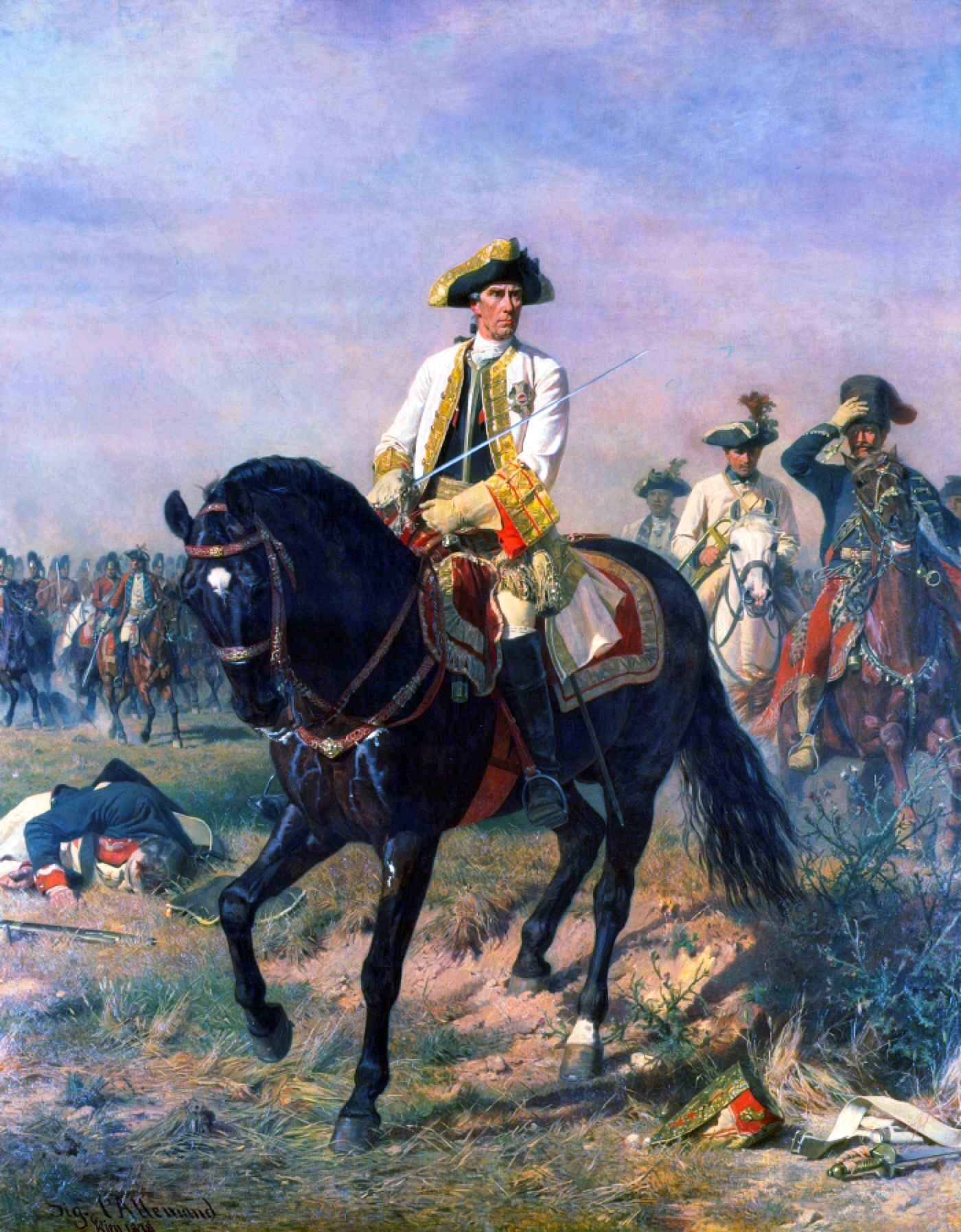
El general austríaco Ernst von Laudon divisando el campo de batalla durante la batalla de Kunersdorf, en la cual su ejército combinado con los rusos vencieron a los prusianos, por Siegmund l'Allemand

En abril de 1759 Federico llevó a su ejército desde Sajonia a Silesia para mantener al ejército ruso ubicado en Polonia occidental separado del ejército de Daun en Bohemia. Mientras tanto, una fuerza prusiana menor dirigida por el hermano menor de Federico,  Enrique de Prusia, permaneció en Sajonia para hostigar Bohemia a través de los montes Metálicos, venciendo en la batalla de Peterswalde y otros enfrentamientos menores, además de destruir múltiples  polvorines y puentes antes de retirarse a Sajonia. Los rusos continuaron con su avance hacia Neumark; el 23 de julio el nuevo comandante ruso, el conde Piotr Saltykov, dirigió a 47 000 hombres en una victoria contra unos 26 000 prusianos bajo el comando del general Carl Heinrich von Wedel en la batalla de Kay. Los rusos se desplazaron hacia el occidente, buscando el Oder mientras que Federico dirigió un ejército de refuerzo hacia el norte para unirse a Wedel y enfrentar a Saltykov, dejando al príncipe Enrique y al general Heinrich August de la Motte Fouqué para defender Sajonia y Silesia, respectivamente.
El 3 de Agosto Saltykov ocupó Frankfurt an der Oder, donde recibió una cantidad significativa de refuerzos austríacos enviados por Daun y bajo órdenes de Laudon. Determinado a rechazar a los rusos, que estaban a 80 kilómetros de Berlín, Federico se unió a los supervivientes de la batalla de Kay y el 12 de agosto atacó la posición rusa cerca de la ciudad de Kunersdorf, al oriente de Frankfurt. La consecuente batalla de Kunersdorf fue una victoria aplastante para el bando ruso-austríaco, que dispersó completamente el ejército prusiano y dejó libre el camino hacia Berlín para el ejército de la coalición. Después de la batalla, Federico pensó que la guerra estaba totalmente perdida, sin embargo los aliados no persiguieron a las tropas prusianas restantes ni capturaron Berlín. 
Las graves pérdidas rusas durante la batalla y el desacuerdo entre los generales rusos y austríacos hicieron que el cauto Saltykov contuviera a sus tropas, dándole tiempo a los prusianos de reagruparse. Las débiles líneas de suministro rusas a través de Polonia dificultaron la realización de un avance definitivo en territorio prusiano. Adicionalmente, las maniobras del príncipe Enrique en Sajonia amenazaban con cortar la línea de suministros austríaca, de la cual los rusos dependían parcialmente. En septiembre, a pesar de la superioridad abrumadora de la coalición en Brandeburgo, tanto los rusos como los austríacos se retiraron hacia Silesia. Los conflictos internos de la coalición y un liderazgo dubitativo le dieron una segunda oportunidad a Prusia, un evento que posteriormente el mismo Federico denominaría el milagro de la Casa de Brandeburgo

#### Campaña en Sajonia
A inicios de septiembre las fuerzas austríacas en Bohemia ingresaron a Sajonia, que había sido largamente desprovista de hombres en preparación a Kunersdorf, forzando la rendición de Dresde al ejército Habsburgo el 4 de septiembre y recuperando rápidamente el resto del electorado. La fuerza del príncipe Enrique marchó hacia el oeste de nuevo, donde un contingente al mando del general Friedrich August von Finck derrotó ampliamente a una fuerza austríaca más grande en la batalla de Korbitz el 21 de septiembre. En respuesta, Daun envió refuerzos a Sajonia, donde fueron vencidos totalmente por los prusianos en la batalla de Hoyerswerda. Motivado por la posibilidad de perder Sajonia nuevamente, Daun se dirigió ahí con su propio ejército, dejando atrás a los rusos, quienes se retiraron a Polonia para pasar el invierno.
En noviembre, mientras que el ejército prusiano estaba reconstruyéndose en Brandeburgo y Silesia, uno de sus corps dirigido por Finck se posicionó en  Maxen para hostigar las líneas de comunicación austríacas entre Sajonia y Bohemia. Fuerzas austríacas al mando de Daun y del conde Franz Moritz von Lacy rodearon y capturaron al corps de Finck el 21 de noviembre durante la batalla de Maxen, forzando la rendición de este ejército. Los austríacos obtendrían otra victoria menor en Sajonia antes de terminar el año (batalla de Meissen).

### 1760

#### Campaña en Baja Sajonia
A inicios de 1760 se le otorgó a Laudon el mando de un ejército en Silesia, independiente de Daun, y comenzó una campaña en marzo. Después de un combate no conclusivo con la guarnición prusiana en Neustadt el 15 de marzo, los austríacos al mando de Laudon avanzaron gradualmente hacia la Baja Sajonia, poniendo bajo sitio a Glatz el 7 de junio. De la Motte Fouquée dirigió un ejército con el fin de rescatar la fortaleza, pero Laudon lo enfrentó y derrotó el 23 de junio en la batalla de Landeshut, capturándolo como prisionero. La principal fuerza prusiana al mando de Federico se estaba moviendo al oriente para defender Silesia, sin embargo, cambió de rumbo al darse cuenta de que la fuerza principal de Daun estaba moviéndose en la misma dirección. Federico decidió abandonar temporalmente Silesia al asedio austríaco, y dirigió su ejército a Sajonia, poniendo sitio a Dresde, desde el 13 de julio. Con esto, esperaba tomar Dresde fácilmente, o al menos dividir la atención de los ejércitos austríacos. En lugar de ello, el ejército de Daun marchó al oeste y forzó a los prusianos a levantar su asedio y retirarse el 21 de julio.
Glatz fue capturada el 29 de julio, seguida al poco tiempo de Liegnitz y Parchwitz, y los ejércitos austríacos de Daun y Lacy regresaron a la baja Silesia a unir fuerzas con Laudon. Los prusianos guiados por Federico y el príncipe Enrique intentaron reunirse y forzar un combate definitivo, mientras que Daun se movía para atacar al ejército de Federico con una gran ventaja numérica. Los corps de Laudon, que iban delante del ejército de Daun, atacaron a Federico cerca de Liegnitz el 15 de agosto. La batalla de Liegnitz terminó con una victoria prusiana; quienes derrotaron a las fuerzas de Laudon antes de que el gran ejército de Daun pudiera llegar para apoyarlos. Este revés malogró las maniobras austríacas y devolvió el control de la Baja Silesia a los prusianos, mientras que Daun se retiró de nuevo a Sajonia.

#### Batalla de Torgau
Una fuerza secundaria prusiana al mano del general Johann Dietrich von Hülsen repelió un avance austríaco hacia Sajonia el 20 de agosto en la batalla de Strehla. Septiembre estuvo marcado por constantes escaramuzas entre prusianos y austríacos en Silesia, mientras que las fuerzas rusas de Saltykov permanecieron en Polonia occidental. Debido a que las fuerzas prusianas estaban concentradas en Sajonia y Silesia, Brandeburgo permaneció virtualmente no defendido. A inicios de octubre un corps ruso al mando del general Gottlob Heinrich Curt von Tottleben avanzó a través de Neumark y se unió a los austríacos de Lacy para ocupar Berlín, donde solicitaron rescates, confiscaron armas y liberaron a prisioneros de guerra. No obstante, al poco tiempo los rusos se retiraron a Frankfurt an der Oder por falta de suministros, mientras que Lacy se dirigió al sur con su ejército para apoyar a Daun mientras buscaba un combate definitivo con Federico en Sajonia